# Uśpione morderstwo
Uśpione morderstwo (ang. Sleeping Murder: Miss Marple’s Last Case) – powieść Agathy Christie, wydana w 1976 r.

## Fabuła
Po latach spędzonych w Nowej Zelandii Gwenda Reed wraca do kraju. Przed przyjazdem świeżo poślubionego męża chce kupić i urządzić dom w Dillmouth. Wydaje się, że ten, który wybrała, jest spełnieniem wszystkich jej marzeń. Zaraz po wprowadzeniu się Gwendy znać o sobie dają demony przeszłości. Zamknięta szafa, zamurowane drzwi, schodki w ogrodzie – dziewczynie wydaje się, że wszystkie te rzeczy już kiedyś widziała. Po paru dniach w tajemniczym domu zaczyna ją w dodatku prześladować dziwna wizja – kobiety duszonej przez rosłego mężczyznę. Wkrótce z pomocą znajomej detektyw amator – panny Jane Marple Gwenda odkrywa, że dom wydaje jej się tak bardzo znajomy, bo na krótko przed wyjazdem do Nowej Zelandii w nim mieszkała, z ojcem i macochą. Później na jaw wychodzi jeszcze dziwniejsza rzecz – wizja mordowanej kobiety nie jest przywidzeniem Gwendy. Ta zbrodnia wydarzyła się naprawdę, w przeszłości, zapamiętanej przez nią z perspektywy małego dziecka. Ofiarą zabójstwa padła macocha Gwendy, Helen, a o zbrodnię tę oskarżono ojca dziewczyny. Jednak dziewczyna jest przekonana, że to nie swego ojca, duszącego kobietę, widziała kilkanaście lat temu. Wraz z panną Marple postanawiają wykryć prawdziwego mordercę.

## Rozwiązanie
Wszystkie poszlaki wskazują na jednego z trzech wielbicieli Helen. Zabójcą jej okazuje się jednak osoba najmniej podejrzana – doktor James Kennedy, starszy brat zamordowanej, z którym Gwenda zdążyła się już zaprzyjaźnić. Gdy podczas wizyty doktora w Dilmouth dziewczyna ma okazję zobaczyć go dokładnie w miejscu zbrodni, wydarzenie sprzed lat znów staje jej przed oczami – tym razem wraz z przerażającą prawdą. Okazuje się, że motywem zbrodni była patologiczna zazdrość lekarza o siostrę. Od zawsze zastępował Helen wcześnie zmarłych rodziców. Darzył siostrę nienormalną, chorobliwą miłością; wolał ją więc zabić, niż pozwolić „swojej własności” odejść do innego mężczyzny. Gdy wszystko wychodzi na jaw, Kennedy próbuje zabić Gwendę; próbę tę udaremnia mu panna Marple.